# Todopoderosos
Todopoderosos («Un programa para unirlos a todos») es un programa de radio cultural en España, dirigido por Arturo González-Campos, con Juan Gómez-Jurado, Rodrigo Cortés y Javier Cansado, como contertulios desde su segunda temporada.
Originalmente, y durante la primera temporada, el programa contaba con la participación de González-Campos, Cortés, Gómez-Jurado y Sergio Fernández "El Monaguillo", y con colaboraciones de Antonio Santos, principalmente hablando de videojuegos.
También ha contado con contertulios diferentes a los habituales puntualmente, como Alberto Chicote en los dos programas de Star Wars, Carlos Pacheco en el de Julio Verne y Nacho Vigalondo en el de Quentin Tarantino.
Es un programa en formato tertulia cultural, en tono friki con base humorística. Un podcast centrado sobre todo en el cine, con referencias a libros, series y cómics.

## Emisión
El programa se graba mensualmente, desde 2014. La primera temporada se grabó en casa de Arturo González-Campos y desde la segunda temporada se graba en el auditorio de la Fundación Telefónica en Madrid con público en directo. Tiene una media de 100 000 oyentes por programa solo en la plataforma ivoox, además de los de YouTube, iTunes y Spotify.

## Reparto

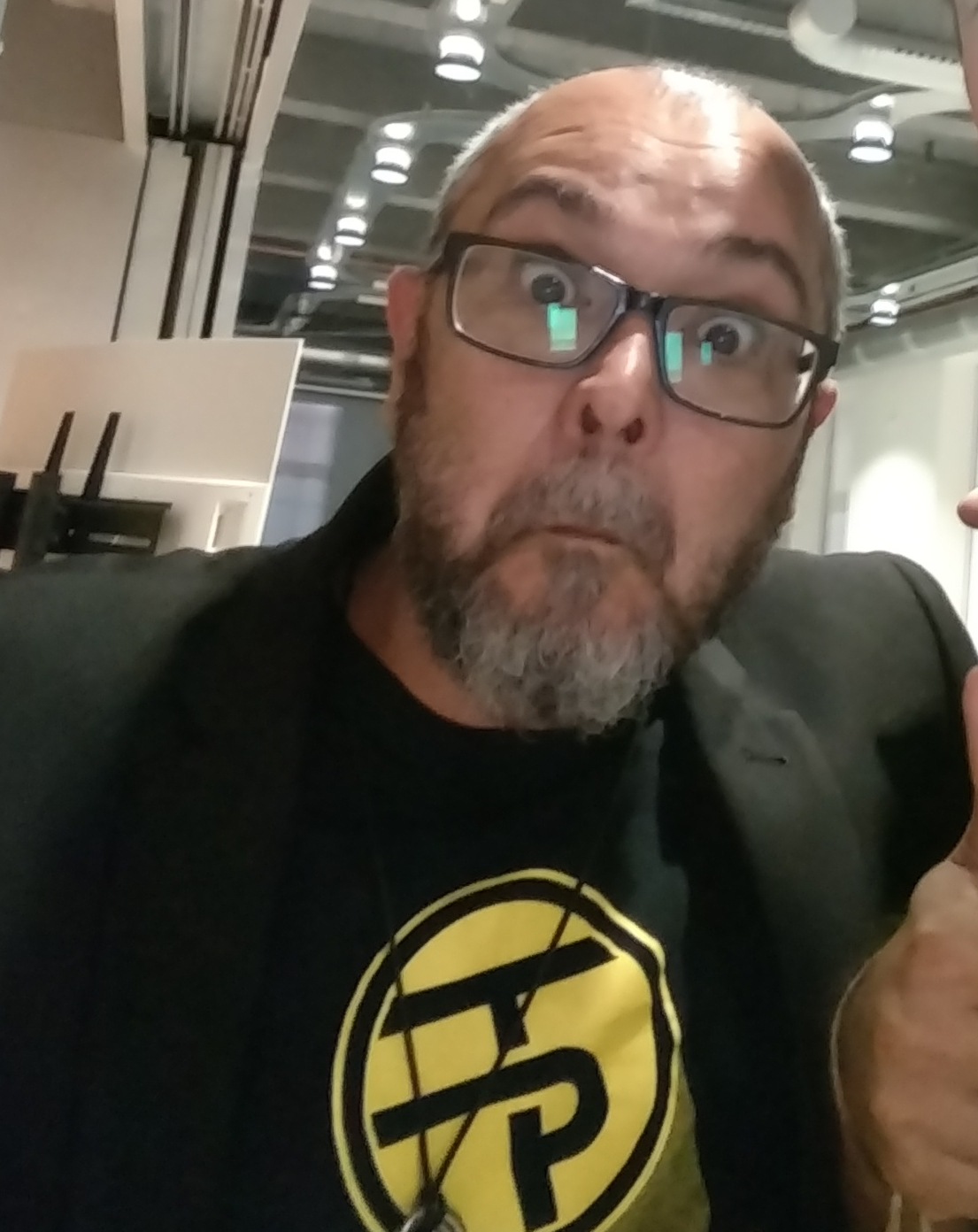
Arturo González-Campos.
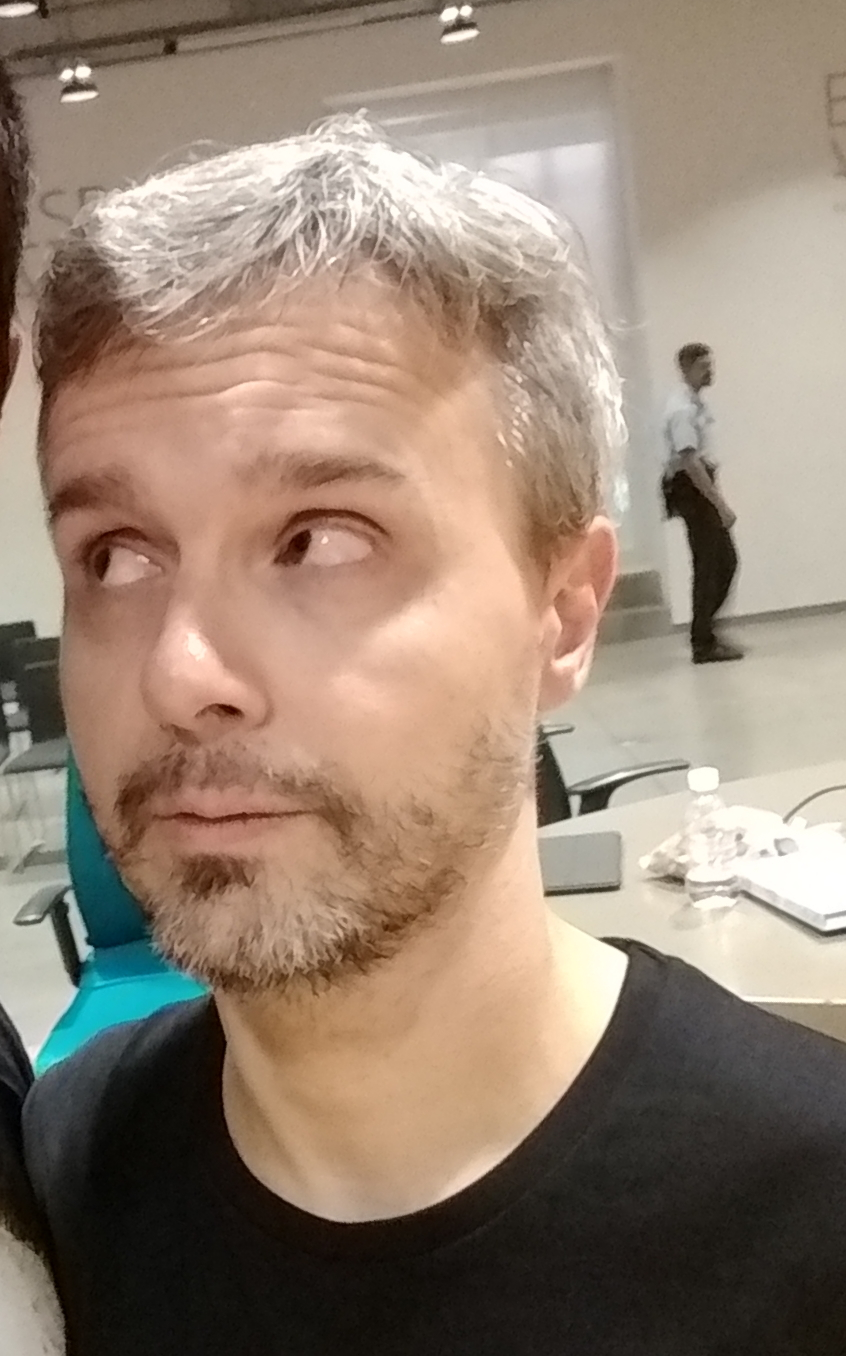
Juan Gómez-Jurado.
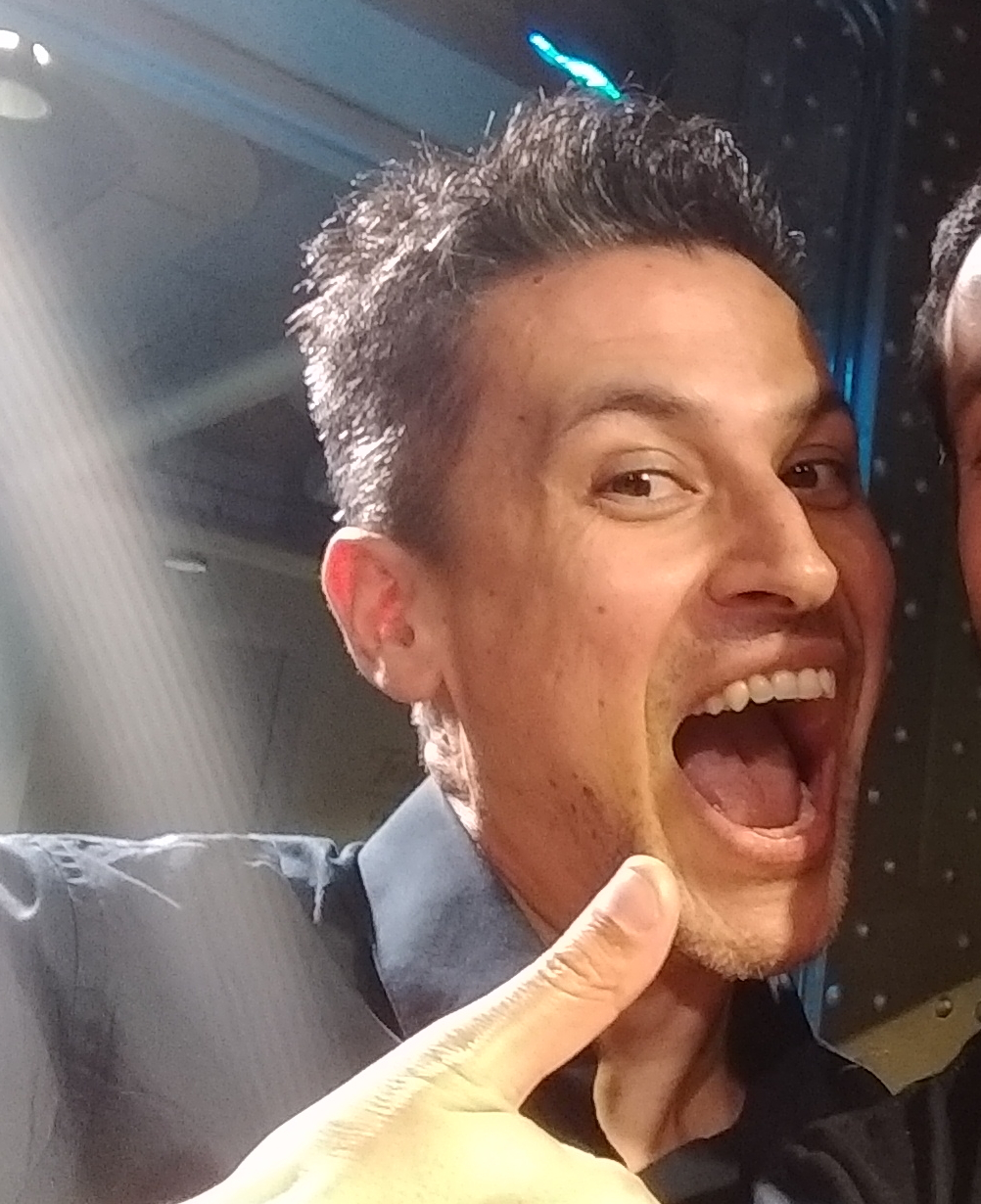
Rodrigo Cortés.
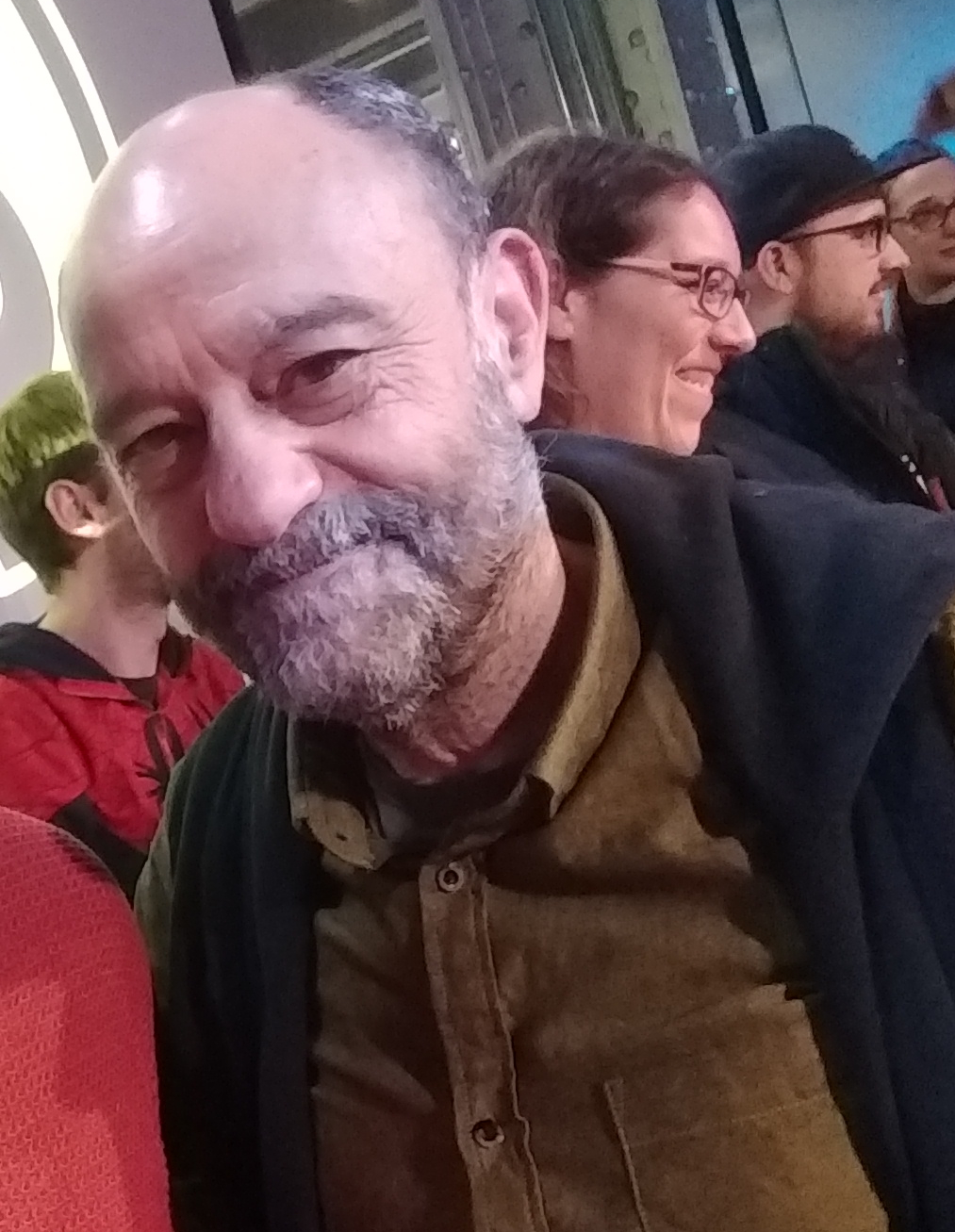
Javier Cansado.

| Miembros del equipo              | Profesión                                           | Temporadas | Temporadas | Temporadas | Temporadas | Temporadas | Temporadas | Temporadas | Temporadas | Temporadas | Temporadas | Temporadas |
| Miembros del equipo              | Profesión                                           | 2014/15    | 2016       | 2016/17    | 2017/18    | 2018/19    | 2019/20    | 2020/21    | 2021/22    | 2022/23    | 2023/24    | 2024/25    |
| -------------------------------- | --------------------------------------------------- | ---------- | ---------- | ---------- | ---------- | ---------- | ---------- | ---------- | ---------- | ---------- | ---------- | ---------- |
| Arturo González-Campos           | Guionista, locutor y humorista                      |            |            |            |            |            |            |            |            |            |            |            |
| Juan Gómez-Jurado                | Periodista y escritor                               |            |            |            |            |            |            |            |            |            |            |            |
| Rodrigo Cortés                   | Director de cine y guionista                        |            |            |            |            |            |            |            |            |            |            |            |
| Sergio Fernández "El Monaguillo" | Humorista y actor                                   |            |            |            |            |            |            |            |            |            |            |            |
| Javier Cansado                   | Humorista                                           |            |            |            |            |            |            |            |            |            |            |            |
| Carlos Pacheco                   | Dibujante e historietista                           |            |            |            |            |            |            |            |            |            |            |            |
| Nacho Vigalondo                  | Director de cine, actor y presentador de televisión |            |            |            |            |            |            |            |            |            |            |            |
| Alberto Chicote                  | Chef y presentador de televisión                    |            |            |            |            |            |            |            |            |            |            |            |

     Presentadores
     Invitados

## Programas

### Primera temporada[7]
Participantes en la primera temporada: Arturo González-Campos, Sergio Fernández "El Monaguillo", Juan Gómez-Jurado y Rodrigo Cortés.
| N.º en serie                                                                 | N.º en temp. | Título                                        | Grupo | Fecha de emisión original | Cambios                              |
| ---------------------------------------------------------------------------- | ------------ | --------------------------------------------- | ----- | ------------------------- | ------------------------------------ |
| 1                                                                            | 1            | «Batman y la gallina Cocoguagua»              | —     | 19 de diciembre de 2014   | —                                    |
| Programa sobre las diversas versiones de Batman.                             |              |                                               |       |                           |                                      |
| 2                                                                            | 2            | «Shyamalan y el rojo, verde, amarillo y azul» | —     | 2 de enero de 2015        | —                                    |
| Programa sobre el director M. Night Shyamalan.                               |              |                                               |       |                           |                                      |
| 3                                                                            | 3            | «Stephen King y el mensajero de luz»          | —     | 16 de enero de 2015       | Sin Sergio Fernández "El Monaguillo" |
| Programa sobre el escritor Stephen King y las adaptaciones de sus libros.    |              |                                               |       |                           |                                      |
| 4                                                                            | 4            | «Indiana Jones y la tautología»               | —     | 30 de enero de 2015       | —                                    |
| Programa sobre las películas de Indiana Jones.                               |              |                                               |       |                           |                                      |
| 5                                                                            | 5            | «Hitchcock y una poca de gracia»              | —     | 12 de febrero de 2015     | —                                    |
| Programa sobre la obra de Alfred Hitchcock.                                  |              |                                               |       |                           |                                      |
| 6                                                                            | 6            | «Extraterrestres y la ciencia de hacer pisto» | —     | 27 de febrero de 2015     | —                                    |
| Programa sobre las películas que tienen que ver con temática extraterrestre. |              |                                               |       |                           |                                      |
| 7                                                                            | 7            | «Woody Allen y el Sugus de piña»              | —     | 13 de marzo de 2015       | —                                    |
| Programa sobre la obra de Woody Allen.                                       |              |                                               |       |                           |                                      |
| 8                                                                            | 8            | «J. R. R. Tolkien y Ringo Starr»              | —     | 17 de abril de 2015       | —                                    |
| Programa sobre las adaptaciones de las obras del escritor J. R. R. Tolkien.  |              |                                               |       |                           |                                      |
| 9                                                                            | 9            | «John Carpenter y pega la vuelta»             | —     | 12 de junio de 2015       | —                                    |
| Programa sobre la filmografía de John Carpenter.                             |              |                                               |       |                           |                                      |
| 10                                                                           | 10           | «Kubrick y la infatuación amorosa»            | —     | 31 de julio de 2015       | —                                    |
| Programa sobre las películas dirigidas por Stanley Kubrick.                  |              |                                               |       |                           |                                      |

### Segunda temporada[7]
Participantes desde la 2.a temporada en adelante (si no se indica lo contrario): Arturo González-Campos, Juan Gómez-Jurado, Rodrigo Cortés y Javier Cansado.
| N.º en serie                                                                                      | N.º en temp. | Título                                                                | Grupo             | Fecha de emisión original | Cambios                                                  |
| ------------------------------------------------------------------------------------------------- | ------------ | --------------------------------------------------------------------- | ----------------- | ------------------------- | -------------------------------------------------------- |
| 11                                                                                                | 1            | «Julio Verne y el modo decimonónico»                                  | —                 | 2 de febrero de 2016      | Sin Rodrigo Cortés Con Carlos Pacheco                    |
| Programa en el que se trata la obra del escritor Julio Verne y sus adaptaciones.                  |              |                                                                       |                   |                           |                                                          |
| 12                                                                                                | 2            | «Quentin Tarantino y una taza, una tetera, una cuchara y un cucharón» | —                 | 18 de marzo de 2016       | Sin Rodrigo Cortés ni Javier Cansado Con Nacho Vigalondo |
| Programa en el que se comenta la obra del director Quentin Tarantino.                             |              |                                                                       |                   |                           |                                                          |
| 13                                                                                                | 3            | «Alan Moore y los prístinos poliedros»                                | —                 | 29 de marzo de 2016       | —                                                        |
| Programa sobre los cómics de Alan Moore y sus adaptaciones.                                       |              |                                                                       |                   |                           |                                                          |
| 14                                                                                                | 4            | «Francis Ford Coppola y Manuel Soutiño»                               | —                 | 14 de abril de 2016       | —                                                        |
| Programa sobre las películas de Francis Ford Coppola.                                             |              |                                                                       |                   |                           |                                                          |
| 15                                                                                                | 5            | «Star Wars y los chorizos parrilleros»                                | Star Wars, vol. I | 6 de mayo de 2016         | Sin Rodrigo Cortés ni Javier Cansado Con Alberto Chicote |
| Primer programa sobre la saga de Star Wars.                                                       |              |                                                                       |                   |                           |                                                          |
| 16                                                                                                | 6            | «Monty Python y el Gran Pitufo»                                       | —                 | 24 de mayo de 2016        | —                                                        |
| Programa sobre las obras del grupo cómico Monty Python.                                           |              |                                                                       |                   |                           |                                                          |
| 17                                                                                                | 7            | «William Shakespeare y la pera poperina»                              | —                 | 28 de junio de 2016       | —                                                        |
| Programa sobre temas relacionados con la obra de William Shakespeare.                             |              |                                                                       |                   |                           |                                                          |
| 18                                                                                                | 8            | «Criaturas de laboratorio y Manolete, Manolete»                       | —                 | 11 de julio de 2016       | —                                                        |
| Programa sobre las distintas criaturas de laboratorio que aparecen en libros, películas y cómics. |              |                                                                       |                   |                           |                                                          |

### Tercera temporada[7]
| N.º en serie                                                                        | N.º en temp. | Título                                                                    | Grupo              | Fecha de emisión original | Cambios                                |
| ----------------------------------------------------------------------------------- | ------------ | ------------------------------------------------------------------------- | ------------------ | ------------------------- | -------------------------------------- |
| 19                                                                                  | 1            | «Zombis y David el Gnomo»                                                 | —                  | 8 de septiembre de 2016   | —                                      |
| Programa centrado en la temática zombi.                                             |              |                                                                           |                    |                           |                                        |
| 20                                                                                  | 2            | «David Lynch y Tacirupeca»                                                | —                  | 3 de octubre de 2016      | —                                      |
| Programa en el que se repasa la filmografía de David Lynch.                         |              |                                                                           |                    |                           |                                        |
| 21                                                                                  | 3            | «Walt Disney y la mantequilla invertida»                                  | Disney, vol. I     | 8 de noviembre de 2016    | Sin Rodrigo Cortés                     |
| Programa sobre las películas de Walt Disney y su estudio.                           |              |                                                                           |                    |                           |                                        |
| 22                                                                                  | 4            | «Star Wars y la persistencia retiniana»                                   | Star Wars, vol. II | 22 de noviembre de 2016   | Sin Javier Cansado Con Alberto Chicote |
| Segundo programa sobre el universo Star Wars.                                       |              |                                                                           |                    |                           |                                        |
| 23                                                                                  | 5            | «Richard Matheson y las uñas de los pies»                                 | —                  | 20 de diciembre de 2016   | —                                      |
| Programa sobre la obra del escritor y guionista Richard Matheson.                   |              |                                                                           |                    |                           |                                        |
| 24                                                                                  | 6            | «Los viajes en el tiempo y el socialismo, el amor libre y las bicicletas» | —                  | 20 de enero de 2017       | —                                      |
| Programa sobre películas con temática relacionada con el viaje a través del tiempo. |              |                                                                           |                    |                           |                                        |
| 25                                                                                  | 7            | «Chaplin y las casas unifamiliares»                                       | —                  | 17 de febrero de 2017     | —                                      |
| Programa en el que se revisa la filmografía de Charles Chaplin.                     |              |                                                                           |                    |                           |                                        |
| 26                                                                                  | 8            | «Harry Potter y el puente de Talavera»                                    | —                  | 15 de marzo de 2017       | —                                      |
| Programa en el que se trata todo lo que tiene que ver con Harry Potter.             |              |                                                                           |                    |                           |                                        |
| 27                                                                                  | 9            | «Martin Scorsese y el perro talla XS»                                     | Scorsese, vol. I   | 26 de abril de 2017       | —                                      |
| Programa sobre las películas dirigidas por Martin Scorsese.                         |              |                                                                           |                    |                           |                                        |
| 28                                                                                  | 10           | «Martin Scorsese y el Anticristo»                                         | Scorsese, vol. II  | 26 de mayo de 2017        | —                                      |
| Segundo programa sobre Martin Scorsese y su obra.                                   |              |                                                                           |                    |                           |                                        |
| 29                                                                                  | 11           | «Studio Ghibli y los miguelitos de La Roda»                               | —                  | 20 de junio de 2017       | —                                      |
| Programa sobre las creaciones del estudio de animación japonés Studio Ghibli.       |              |                                                                           |                    |                           |                                        |
| 30                                                                                  | 12           | «Billy Wilder y la merienda cena»                                         | —                  | 4 de julio de 2017        | —                                      |
| Programa sobre el director de cine Billy Wilder.                                    |              |                                                                           |                    |                           |                                        |

### Cuarta temporada[7]
| N.º en serie                                                                              | N.º en temp. | Título                                       | Grupo           | Fecha de emisión original | Cambios |
| ----------------------------------------------------------------------------------------- | ------------ | -------------------------------------------- | --------------- | ------------------------- | ------- |
| 31                                                                                        | 1            | «Buñuel y la sartén por si acaso»            | —               | 6 de septiembre de 2017   | —       |
| Programa sobre las películas del director Buñuel.                                         |              |                                              |                 |                           |         |
| 32                                                                                        | 2            | «Frank Miller y el ChiquiPark»               | —               | 11 de octubre de 2017     | —       |
| Programa sobre la obra del dibujante y guionista Frank Miller.                            |              |                                              |                 |                           |         |
| 33                                                                                        | 3            | «Brian De Palma y la sangre azul»            | —               | 8 de noviembre de 2017    | —       |
| Programa en el que se trata la obra de Brian De Palma.                                    |              |                                              |                 |                           |         |
| 34                                                                                        | 4            | «Roald Dahl y las nalgas»                    | —               | 19 de diciembre de 2017   | —       |
| Programa sobre las adaptaciones de las obras del escritor galés Roald Dahl.               |              |                                              |                 |                           |         |
| 35                                                                                        | 5            | «Orson Welles y el señor del gato»           | Welles, vol. I  | 9 de enero de 2018        | —       |
| Primer programa en el que se recorre el trabajo del director norteamericano Orson Welles. |              |                                              |                 |                           |         |
| 36                                                                                        | 6            | «Orson Welles y el script cleptómano»        | Welles, vol. II | 13 de febrero de 2018     | —       |
| Segundo programa en el que se habla de la obra de Orson Welles.                           |              |                                              |                 |                           |         |
| 37                                                                                        | 7            | «La aventura espacial y tu tía la monja»     | —               | 21 de marzo de 2018       | —       |
| Programa en el que se trata de obras de temática aventura espacial.                       |              |                                              |                 |                           |         |
| 38                                                                                        | 8            | «Leni Riefenstahl y el ciberciruelo»         | —               | 17 de abril de 2018       | —       |
| Programa sobre la obra de la directora de cine alemana Leni Riefenstahl.                  |              |                                              |                 |                           |         |
| 39                                                                                        | 9            | «David Lean y el huevo de Hitler»            | —               | 8 de mayo de 2018         | —       |
| Programa en el que se trata la obra del director David Lean.                              |              |                                              |                 |                           |         |
| 40                                                                                        | 10           | «Blackwood y la alcayata para el transistor» | —               | 6 de junio de 2018        | —       |
| Programa sobre la película de Rodrigo Cortés Blackwood.                                   |              |                                              |                 |                           |         |
| 41                                                                                        | 11           | «Pixar y el gerundio»                        | Pixar, vol. I   | 18 de junio de 2018       | —       |
| Primer programa sobre el estudio de animación Pixar.                                      |              |                                              |                 |                           |         |
| 42                                                                                        | 12           | «Pixar y la "simplejidad"»                   | Pixar, vol. II  | 2 de julio de 2018        | —       |
| Segundo programa sobre las creaciones del estudio de animación Pixar.                     |              |                                              |                 |                           |         |

### Quinta temporada[7]
| N.º en serie                                                                         | N.º en temp. | Título                                       | Grupo           | Fecha de emisión original | Cambios            |
| ------------------------------------------------------------------------------------ | ------------ | -------------------------------------------- | --------------- | ------------------------- | ------------------ |
| 43                                                                                   | 1            | «Los hermanos Coen y la bala de Brandon Lee» | Coen, vol. I    | 11 de septiembre de 2018  | —                  |
| Primer programa sobre la filmografía de los hermanos Coen.                           |              |                                              |                 |                           |                    |
| 44                                                                                   | 2            | «Los hermanos Coen y el tapacubos»           | Coen, vol. II   | 11 de octubre de 2018     | —                  |
| Segundo programa sobre la obra de los hermanos Coen.                                 |              |                                              |                 |                           |                    |
| 45                                                                                   | 3            | «Vampiros, me and Mrs. Jones»                | —               | 8 de noviembre de 2018    | —                  |
| Programa sobre películas de temática relacionada con vampiros.                       |              |                                              |                 |                           |                    |
| 46                                                                                   | 4            | «Jacques Tati y las almenas»                 | —               | 20 de diciembre de 2018   | —                  |
| Programa que repasa la obra de Jacques Tati.                                         |              |                                              |                 |                           |                    |
| 47                                                                                   | 5            | «Sergio Leone y un cierto paracosmos»        | —               | 16 de enero de 2019       | —                  |
| Programa sobre las creaciones del cineasta italiano Sergio Leone.                    |              |                                              |                 |                           |                    |
| 48                                                                                   | 6            | «Jim Henson y el Capitán Información»        | —               | 13 de febrero de 2019     | —                  |
| Programa sobre la obra de Jim Henson.                                                |              |                                              |                 |                           |                    |
| 49                                                                                   | 7            | «Los grandes villanos y Gandhi»              | —               | 14 de marzo de 2019       | —                  |
| Programa que se centra en los grandes villanos, los malos de las películas.          |              |                                              |                 |                           |                    |
| 50                                                                                   | 8            | «Los ZAZ y el Peloponeso»                    | —               | 10 de abril de 2019       | —                  |
| Programa en el que se trata la obra del trío de cineastas Zucker, Abrahams y Zucker. |              |                                              |                 |                           |                    |
| 51                                                                                   | 9            | «David Fincher y el culo en la línea»        | Fincher, vol. I | 16 de mayo de 2019        | —                  |
| Primer programa en el que se comentan las películas de David Fincher.                |              |                                              |                 |                           |                    |
| 52                                                                                   | 10           | «Disney y el galgo gordo»                    | Disney, vol. II | 13 de junio de 2019       | Sin Rodrigo Cortés |
| Segundo programa sobre las películas creadas por la factoría Disney.                 |              |                                              |                 |                           |                    |

### Sexta temporada[7]
Durante la sexta temporada, debido a la pandemia COVID-19, varios programas tuvieron que ser grabados en remoto en lugar del habitual plató de la Fundación Telefónica.
| N.º en serie | N.º en temp. | Título                                        | Grupo                    | Fecha de emisión original | Cambios                     |
| --- | ------------ | --------------------------------------------- | ------------------------ | ------------------------- | --------------------------- |
| 53 | 1            | «David Fincher y el castellano perfecto»      | Fincher, vol. II         | 3 de septiembre de 2019   | —                           |
| Segundo programa en el que se repasa la obra del director David Fincher.                                                                              |              |                                               |                          |                           |                             |
| 54 | 2            | «Sherlock Holmes y una señora de Cuenca»      | —                        | 9 de octubre de 2019      | —                           |
| Programa en el que revisa la filmografía relacionada con Sherlock Holmes.                                                                             |              |                                               |                          |                           |                             |
| 55 | 3            | «John Landis y los semáforos en verde»        | John Landis, vol. I      | 13 de noviembre de 2019   | —                           |
| Primer programa sobre las películas de John Landis.                                                                                                   |              |                                               |                          |                           |                             |
| 56 | 4            | «John Landis y la misa del gallo»             | John Landis, vol. II     | 18 de diciembre de 2019   | —                           |
| Segundo programa sobre John Landis y su obra. |              |                                               |                          |                           |                             |
| 57 | 5            | «Piratas y doña Carmen Polo de Franco»        | —                        | 23 de enero de 2020       | —                           |
| Programa sobre las películas con temática relacionada con piratas.                                                                                    |              |                                               |                          |                           |                             |
| 58 | 6            | «Berlanga y el reloj de pulsera»              | Luis G. Berlanga, vol. I | 12 de febrero de 2020     | —                           |
| Primer programa sobre el director español Luis García Berlanga.                                                                                       |              |                                               |                          |                           |                             |
| 59 | 7            | «Con mi peli no te metas y el pecho al final» | No te metas, vol. I      | 23 de marzo de 2020       | Programa grabado en remoto. |
| Primer programa especial en el que los conductores del mismo confiesan qué películas les gustan que no están especialmente valoradas por el público.  |              |                                               |                          |                           |                             |
| 60 | 8            | «Con mi peli no te metas y Antinapi»          | No te metas, vol. II     | 6 de abril de 2020        | Programa grabado en remoto. |
| Segundo programa especial en el que los conductores del mismo confiesan qué películas les gustan que no están especialmente valoradas por el público. |              |                                               |                          |                           |                             |
| 61 | 9            | «Somos lo que comemos y los polímeros»        | Somos, vol. I            | 27 de abril de 2020       | Programa grabado en remoto. |
| Primer programa especial en el que los conductores del mismo recuerdan las obras que les marcaron en su juventud.                                     |              |                                               |                          |                           |                             |
| 62 | 10           | «Somos lo que comemos y los apandadores»      | Somos, vol. II           | 12 de mayo de 2020        | Programa grabado en remoto. |
| Segundo programa especial en el que los conductores del mismo recuerdan las obras que les marcaron en su juventud.                                    |              |                                               |                          |                           |                             |
| 63 | 11           | «George A. Romero y la otredad»               | Romero, vol. I           | 12 de junio de 2020       | Programa grabado en remoto. |
| Primer programa sobre la obra del director George A. Romero.                                                                                          |              |                                               |                          |                           |                             |
| 64 | 12           | «George A. Romero y la semana fantástica»     | Romero, vol. II          | 22 de julio de 2020       | Programa grabado en remoto. |
| Segundo programa sobre la filmografía de George A. Romero.                                                                                            |              |                                               |                          |                           |                             |

### Séptima temporada[7]
| N.º en serie                                                    | N.º en temp. | Título                                       | Grupo                      | Fecha de emisión original | Cambios            |
| --------------------------------------------------------------- | ------------ | -------------------------------------------- | -------------------------- | ------------------------- | ------------------ |
| 65                                                              | 1            | «Berlanga y el codicilo»                     | Luis G. Berlanga, vol. II  | 19 de septiembre de 2020  | —                  |
| Segundo programa sobre el director Luis García Berlanga.        |              |                                              |                            |                           |                    |
| 66                                                              | 2            | «Berlanga y mi hija Raimunda»                | Luis G. Berlanga, vol. III | 14 de octubre de 2020     | —                  |
| Tercer programa sobre Luis García Berlanga y su filmografía.    |              |                                              |                            |                           |                    |
| 67                                                              | 3            | «Los fantasmas y la cochinilla de humedad»   | Fantasmas, vol. I          | 16 de noviembre de 2020   | —                  |
| Programa sobre obras que tienen relación con fantasmas.         |              |                                              |                            |                           |                    |
| 68                                                              | 4            | «Los fantasmas y el tesorito»                | Fantasmas, vol. II         | 9 de diciembre de 2020    | —                  |
| Segundo programa sobre obras que tienen relación con fantasmas. |              |                                              |                            |                           |                    |
| 69                                                              | 5            | «Alfred Hitchcock y los treinta hijos»       | Hitchcock, vol. I          | 19 de enero de 2021       | —                  |
| Programa sobre la obra de Alfred Hitchcock.                     |              |                                              |                            |                           |                    |
| 70                                                              | 6            | «Alfred Hitchcock y la pamema»               | Hitchcock, vol. II         | 9 de febrero de 2021      | Sin Javier Cansado |
| Segundo programa sobre la obra de Hitchcock.                    |              |                                              |                            |                           |                    |
| 71                                                              | 7            | «Alfred Hitchcock y el globo medio hinchado» | Hitchcock, vol. III        | 24 de marzo de 2021       | —                  |
| Tercer programa sobre la obra de Hitchcock.                     |              |                                              |                            |                           |                    |
| 72                                                              | 8            | «Charles Dickens y el jaco»                  | Dickens, vol. I            | 23 de abril de 2021       | —                  |
| Programa sobre la obra de Charles Dickens.                      |              |                                              |                            |                           |                    |
| 73                                                              | 9            | «Charles Dickens y el alioli»                | Dickens, vol. II           | 18 de mayo de 2021        | —                  |
| Segunda parte sobre la obra de Dickens.                         |              |                                              |                            |                           |                    |
| 74                                                              | 10           | «Hitchcock y el cangurito gentil»            | Hitchcock, vol. IV         | 22 de junio de 2021       | —                  |
| Cuarta parte sobre la obra de Hitchcock.                        |              |                                              |                            |                           |                    |
| 75                                                              | 11           | «Alfred Hitchcock y la glándula batracia»    | Hitchcock, vol. V          | 9 de julio de 2021        | —                  |
| Quinta parte sobre la obra de Hitchcock.                        |              |                                              |                            |                           |                    |

### Octava temporada[7]
| N.º en serie | N.º en temp. | Título                                          | Grupo              | Fecha de emisión original | Cambios |
| --- | ------------ | ----------------------------------------------- | ------------------ | ------------------------- | ------- |
| 76 | 1            | «Antes del cine y ¡penes!»                      | —                  | 21 de septiembre de 2021  | —       |
| Programa sobre los ingenios e invenciones precursores del cine. |              |                                                 |                    |                           |         |
| 77 | 2            | «Steven Spielberg y los mirobrigenses»          | Spielberg, vol. I  | 13 de octubre de 2021     | —       |
| Programa sobre el director Steven Spielberg. Se tratan el cortometraje Amblin' (1968) y la película Duel (1971).                                                                                                  |              |                                                 |                    |                           |         |
| 78 | 3            | «Superman y las futuras pesetas»                | Superman, vol. I   | 16 de noviembre de 2021   | —       |
| Programa sobre el personaje de Superman. |              |                                                 |                    |                           |         |
| 79 | 4            | «Superman y los chinos»                         | Superman, vol. II  | 14 de diciembre de 2021   | —       |
| Continuación de las obras relacionadas con el personaje. |              |                                                 |                    |                           |         |
| 80 | 5            | «Kathryn Bigelow y los Fantasmikos»             | Bigelow, vol. I    | 19 de enero de 2022       | —       |
| Programa dedicado a las películas de la directora de cine Kathryn Bigelow. |              |                                                 |                    |                           |         |
| 81 | 6            | «Kathryn Bigelow y el cuchillo de la mermelada» | Bigelow, vol. II   | 25 de febrero de 2022     | —       |
| Continuación de las películas de la directora de cine Kathryn Bigelow. |              |                                                 |                    |                           |         |
| 82 | 7            | «Steven Spielberg y el orangután»               | Spielberg, vol. II | 16 de marzo de 2022       | —       |
| Segundo programa dedicado a las películas del director de cine Steven Spielberg. Se tratan las películas Tiburón (1975), Close Encounters of the Third Kind (1977), 1941 (1979) y Raiders of the Lost Ark (1981). |              |                                                 |                    |                           |         |
| 83 | 8            | «Superman y las circunvoluciones»               | Superman, vol. III | 8 de abril de 2022        | —       |
| Programa cierre de las obras relacionadas con Superman. |              |                                                 |                    |                           |         |
| 84 | 9            | «Lepóridos y el otro chat»                      | —                  | 10 de mayo de 2022        | —       |
| Programa sobre obras relacionadas con lepóridos. |              |                                                 |                    |                           |         |
| 85 | 10           | «Buster Keaton y Galveston, Galveston»          | Keaton, vol. I     | 8 de junio de 2022        | —       |
| Primer programa sobre películas de Buster Keaton. |              |                                                 |                    |                           |         |
| 86 | 11           | «Buster Keaton y el petricor»                   | Keaton, vol. II    | 5 de julio de 2022        | —       |
| Segundo programa sobre Buster Keaton. |              |                                                 |                    |                           |         |

### Novena temporada[7]
| N.º en serie | N.º en temp. | Título                                     | Grupo               | Fecha de emisión original | Cambios |
| --- | ------------ | ------------------------------------------ | ------------------- | ------------------------- | ------- |
| 87 | 1            | «Spielberg y el lenguado seco»             | Spielberg, vol. III | 8 de septiembre de 2022   | —       |
| Tercer programa dedicado a las películas del director de cine Steven Spielberg. Se tratan las películas de E.T., el extraterrestre (1982), Twilight Zone: The Movie (1983), Indiana Jones and the Temple of Doom (1984) y El color púrpura (1985). |              |                                            |                     |                           |         |
| 88 | 2            | «Will Eisner y los mongoles»               | Eisner, vol. I      | 13 de octubre de 2022     | —       |
| Primer programa dedicado al autor Will Eisner. |              |                                            |                     |                           |         |
| 89 | 3            | «Will Eisner y el Exín Castillos»          | Eisner, vol. II     | 10 de noviembre de 2022   | —       |
| Segundo programa dedicado al autor Will Eisner. |              |                                            |                     |                           |         |
| 90 | 4            | «Steven Spielberg y el amasijo de hierros» | Spielberg, vol. IV  | 1 de diciembre de 2022    | —       |
| Cuarto programa de los dedicados a las obras de Steven Spielberg. Se tratan las películas de El imperio del sol (1987), Always (1989), Indiana Jones y la última cruzada (1989) y Hook (1991).                                                     |              |                                            |                     |                           |         |
| 91 | 5            | «Alan Parker y el blanco España»           | Parker, vol. I      | 11 de enero de 2023       | —       |
| Primer programa sobre las obras del director Alan Parker. |              |                                            |                     |                           |         |
| 92 | 6            | «Alan Parker y el agua en lata»            | Parker, vol. II     | 8 de febrero de 2023      | —       |
| Segundo programa sobre las obras del director Alan Parker. |              |                                            |                     |                           |         |
| 93 | 7            | «La comida y el antojo en la nariz»        | —                   | 8 de febrero de 2023      | —       |
| Programa sobre películas donde la comida tiene un papel importante. |              |                                            |                     |                           |         |
| 94 | 8            | «Alan Parker y el alioli»                  | Parker, vol. III    | 14 de marzo de 2023       | —       |
| Tercer programa sobre las obras del director Alan Parker. |              |                                            |                     |                           |         |
| 95 | 9            | «Quentin Tarantino y la boca del rape»     | Tarantino, vol. I   | 28 de marzo de 2023       | —       |
| Programa que vuelve a revisar las obras del director Quentin Tarantino. Se tratan las películas My Best Friend's Birthday (1987), Reservoir Dogs (1992), Pulp Fiction (1994) y Four Rooms (1995).                                                  |              |                                            |                     |                           |         |
| 96 | 10           | «Francisco de Goya y el panettone»         | —                   | 10 de mayo de 2023        | —       |
| Programa sobre el pintor Francisco de Goya. |              |                                            |                     |                           |         |
| 97 | 11           | «Somos lo que comemos y la zapatilla»      | Somos, vol. III     | 24 de julio de 2023       | —       |
| Tercer programa especial en el que los participantes recuerdan las obras que marcaron su juventud. |              |                                            |                     |                           |         |

### Décima temporada[7]
| N.º en serie | N.º en temp. | Título                                 | Grupo               | Fecha de emisión original | Cambios |
| --- | ------------ | -------------------------------------- | ------------------- | ------------------------- | ------- |
| 98 | 1            | «Quentin Tarantino y la gente»         | Tarantino, vol. II  | 20 de septiembre de 2023  | —       |
| Segunda parte de la revisión de las películas del director de cine Quentin Tarantino. Se tratan las películas Abierto hasta el amanecer (1996), Jackie Brown (1997), Kill Bill (Vol. I & II, 2003/04) y Grindhouse segmento Death Proof (2007).                                                                                       |              |                                        |                     |                           |         |
| 99 | 2            | «Bob Fosse y la lata de Miau»          | —                   | 10 de octubre de 2023     | —       |
| Programa dedicado al autor bailarín, coreógrafo y director Bob Fosse. |              |                                        |                     |                           |         |
| 100 | 3            | «Robos y el bocadillo de jamón»        | —                   | 8 de noviembre de 2023    | —       |
| Programa dedicado a los grandes robos en el cine. |              |                                        |                     |                           |         |
| 101 | 4            | «Steven Spielberg y el calvo muerto»   | Spielberg, vol. V   | 12 de diciembre de 2023   | —       |
| Quinto programa de los dedicados a las obras de Steven Spielberg. Se tratan las películas Parque Jurásico (1993), La lista de Schindler (1993), The Lost World: Jurassic Park (1997) y Amistad (1997). |              |                                        |                     |                           |         |
| 102 | 5            | «J. D. Salinger y Naranjito»           | —                   | 9 de enero de 2024        | —       |
| Programa dedicado al escritor J. D. Salinger. |              |                                        |                     |                           |         |
| 103 | 6            | «Akira Kurosawa y el pasodoble»        | Kurosawa, vol. I    | 6 de febrero de 2024      | —       |
| Primer programa dedicado a las películas del director de cine Akira Kurosawa. En el se tratan las películas La leyenda del gran judo (1943), La más bella (1944), La nueva leyenda del gran judo (1945), Los hombres que caminan sobre la cola del tigre (1945), Los que construyen el porvenir (1946) y No añoro mi juventud (1946). |              |                                        |                     |                           |         |
| 104 | 7            | «Agatha Christie y las juanolas»       | —                   | 5 de marzo de 2024        | —       |
| Programa dedicado a la escritora Agatha Christie. |              |                                        |                     |                           |         |
| 105 | 8            | «Quentin Tarantino y el champín»       | Tarantino, vol. III | 10 de abril de 2024       | —       |
| Tercera parte de la revisión de las películas del director de cine Quentin Tarantino. Se tratan las obras Inglourious Basterds (2009), Django Unchained (2012), The Hateful Eight (2015) y Once Upon a Time in Hollywood (2019). |              |                                        |                     |                           |         |
| 106 | 9            | «Buddy movies, san Cosme y san Damián» | —                   | 7 de mayo de 2024         | —       |
| Programa dedicado a buddy films. |              |                                        |                     |                           |         |
| 107 | 10           | «Kurosawa y la otorrina»               | Kurosawa, vol. II   | 5 de junio de 2024        | —       |
| Segundo programa sobre las películas del director Akira Kurosawa. En el se tratan las películas Subarashiki nichiyōbi (Un domingo maravilloso) (1947), Yoidore tenshi (El ángel ebrio) (1948), Duelo silencioso (1949), El perro rabioso (1949), Escándalo (1950), Rashōmon (1950).                                                   |              |                                        |                     |                           |         |
| 108 | 11           | «Cine con cosas y los cojines»         | —                   | 3 de julio de 2024        | —       |
| Cada Todopoderoso "apadrina" dos películas muy buenas pero no universalmente reconocidas, las que no salen en los ranquin, siguiendo el estilo del libro "Cine con cosas" de Arturo González Campos. |              |                                        |                     |                           |         |

### Undécima temporada[7]
| N.º en serie | N.º en temp. | Título                                  | Grupo              | Fecha de emisión original | Cambios             |
| --- | ------------ | --------------------------------------- | ------------------ | ------------------------- | ------------------- |
| 109 | 1            | «Steven Spielberg y el cobro revertido» | Spielberg, vol. VI | 17 de septiembre de 2024  | —                   |
| Sexto programa de los dedicados a las obras de Steven Spielberg. Se tratan las películas Salvar al Soldado Ryan (1998), A.I. Inteligencia artificial (2001), Minority Report (2002) y Atrápame si puedes (2002). |              |                                         |                    |                           |                     |
| 110 | 2            | «El diablo y Donkey Kong»               | —                  | 10 de octubre de 2024     | —                   |
| Programa sobre el diablo y sus representaciones. |              |                                         |                    |                           |                     |
| 111 | 3            | «Tim Burton y la muela del juicio»      | Burton, vol. I     | 14 de noviembre de 2024   | —                   |
| Primer programa sobre la obra de Tim Burton. Hablan del corto Vincent (1982), el mediometraje Frankenweenie (1984) y los largos La gran aventura de Pee-wee (1985), Beetlejuice (1988) y Batman (1989).          |              |                                         |                    |                           |                     |
| 112 | 4            | «Tim Burton y el dedo gordo»            | Burton, vol. II    | 12 de diciembre de 2024   | —                   |
| Segundo programa sobre la obra de Tim Burton. Hablan de Eduardo Manostijeras (1990), Batman Returns (1992), The Nightmare Before Christmas (1993), Ed Wood (1994) y Mars Attacks! (1996).                        |              |                                         |                    |                           |                     |
| 113 | 5            | «Jane Austen y los pitones»             | —                  | 9 de enero de 2025        | —                   |
| Programa sobre la obra de Jane Austen y sus adaptaciones al cine. |              |                                         |                    |                           |                     |
| 114 | 6            | «Akira Kurosawa y el Zorro»             | Kurosawa, vol. III | 11 de febrero de 2025     | —                   |
| Tercer programa dedicado a las películas del director de cine Akira Kurosawa. |              |                                         |                    |                           |                     |
| 115 | 7            | «Cine de juicios y la globoflexia»      | —                  | 6 de marzo de 2025        | —                   |
| Programa dedicado a las películas sobre juicios. |              |                                         |                    |                           |                     |
| 116 | 8            | «Tim Burton y los cuatro agujeros»      | Burton, vol. III   | 3 de abril de 2025        | —                   |
| Tercera y última entrega dedicada a Tim Burton en la que se repasa el resto de su filmografía entre 1999 y 2024.                                                                                                 |              |                                         |                    |                           |                     |
| 117 | 9            | «Fritz Lang y los pitos»                | Lang, vol. I       | 6 de mayo de 2025         | —                   |
| Primer programa dedicado a Fritz Lang, hablando de sus inicios y de las películas mudas como Harakiri, Der müde Tod, Dr. Mabuse, der Spieler-Ein Bild der Zeit, Die Nibelungen, Metrópolis, entre otras.         |              |                                         |                    |                           |                     |
| 118 | 10           | «René Goscinny y las jeringuillas»      | —                  | 6 de junio de 2025        | —                   |
| Programa dedicado al historietista francés René Goscinny |              |                                         |                    |                           |                     |
| 119 | 12           | «Somos lo que comemos y la cortina»     | Somos, vol. IV     | 7 de julio de 2025        | Sin Javier Cansado. |
| Cuarto programa especial en el que los Todopoderosos recuerdan las obras que marcaron su juventud. |              |                                         |                    |                           |                     |

### Programas especiales[7]
| Título | Grupo                         | Fecha de emisión original | Cambios                                                                          |
| --- | ----------------------------- | ------------------------- | -------------------------------------------------------------------------------- |
| «El podcast de Todopoderosos en iRedes» | —                             | 3 de marzo de 2016        | Sin Rodrigo Cortés, con Carlos Pacheco                                           |
| Todopoderosos, el programa de radio que ha revolucionado el mundo del podcast, se grabó en directo en iRedes, VI Congreso Iberoamericano de Redes Sociales, el jueves 3 de marzo en el Palacio de Congresos Fórum Evolución de Burgos. |                               |                           |                                                                                  |
| «Los años extraordinarios» | Presentación novela           | 25 de junio de 2021       | —                                                                                |
| Programa dedicado a la presentación de la novela Los años extraordinarios de Rodrigo Cortés. |                               |                           |                                                                                  |
| «Enhorabuena por tu fracaso» | Presentación libro            | 29 de junio de 2022       | —                                                                                |
| Programa dedicado a la presentación de la novela Enhorabuena por tu fracaso de Arturo González-Campos. |                               |                           |                                                                                  |
| «Verbolario» | Presentación libro            | 11 de octubre de 2022     | —                                                                                |
| Programa dedicado a la presentación del diccionario Verbolario de Rodrigo Cortés. |                               |                           |                                                                                  |
| «Todo arde» | Presentación novela           | 11 de octubre de 2022     | Sin Javier Cansado. Presentado por María Gómez, con Nikki García y Carmen Romero |
| Programa dedicado a la presentación del libro Todo arde de Juan Gómez-Jurado. |                               |                           |                                                                                  |
| «Todo vuelve» | Presentación novela           | 4 de noviembre de 2023    | Sin Javier Cansado. Presentado por María Gómez, con Nikki García y Carmen Romero |
| Programa dedicado a la presentación del libro Todo vuelve de Juan Gómez-Jurado. |                               |                           |                                                                                  |
| «Cuentos telúricos» | Presentación libro de cuentos | 14 de mayo de 2024        | —                                                                                |
| Programa dedicado a la presentación del libro de cuentos Cuentos telúricos de Rodrigo Cortés. |                               |                           |                                                                                  |
| «Escape» | Presentación película         | 31 de octubre de 2024     | —                                                                                |
| Programa dedicado a la presentación de la película Escape de Rodrigo Cortés. |                               |                           |                                                                                  |
| «La piedra blanda» | Presentación libro            | 3 de junio de 2025        | —                                                                                |
| Programa dedicado a la presentación del libro La piedra blanda de Rodrigo Cortés y Tomás Hijo. |                               |                           |                                                                                  |

## Premios
- 2024: Premios Ondas Globales del Podcast a la Trayectoria en la Industria del Podcast en España y Latinoamérica, a Todopoderosos, de Espacio Fundación Telefónica. [9]